# Tom McGuinness

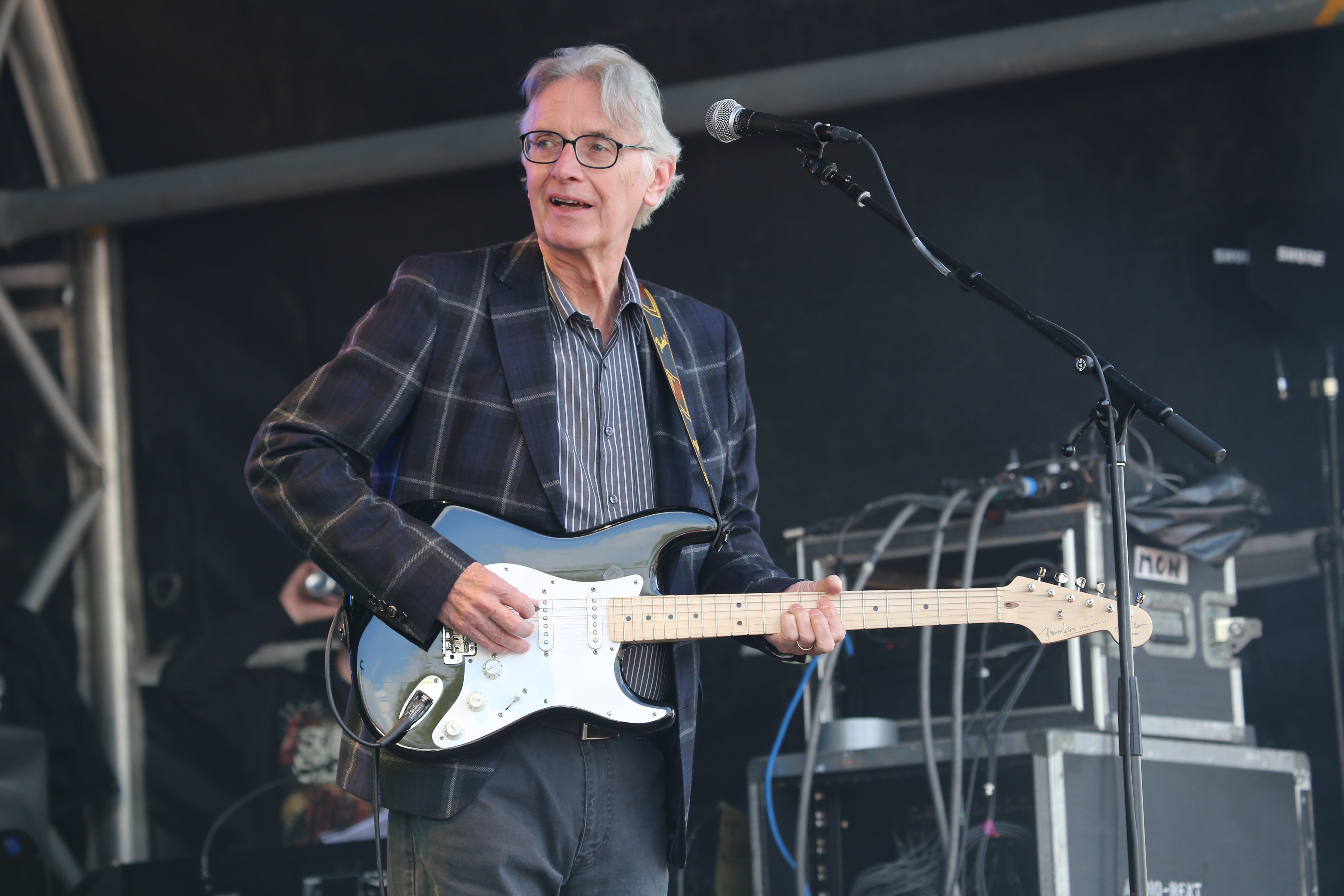
Tom McGuinness (2013)

Tom McGuinness (eigentlich Thomas John Patrick McGuinness, * 2. Dezember 1941 in Wimbledon, London) ist ein englischer Gitarrist.

## Leben
Anfang der 1960er Jahre spielte er in Eric Claptons erster Band, den Roosters, mit. Danach schloss er sich Manfred Mann an, mit dem er in den 1960ern einige Erfolge verbuchen konnte. Er war in dieser Zeit auch Songschreiber für andere Künstler. 
Als sich die Band Manfred Manns 1969 auflöste, gründete er mit Hughie Flint, dem ehemaligen Schlagzeuger der Bluesbreakers, die Band McGuinness Flint, mit der er den Hit When I’m Dead And Gone landete. 1975 löste sich auch diese Formation auf.
1979 war er Gründungsmitglied der Blues Band, in der er bis heute mitspielt.
Er spielte auch mit The Manfreds, einer Band, die aus den ehemaligen Mitgliedern Manfred Manns besteht, allerdings ohne Mann selbst. 2012 war er auch wieder mit der Blues Band in Deutschland auf Tournee.

## Solo-Diskografie
- 2002: Tom McGuinness
- 2004: Double Take
- 2017: Playing for Time